# AUVSI
AUVSI, egentligen Association for Unmanned Vehicle Systems International, är en internationell organisation som stödjer och främjar utvecklingen av det "obemannade kriget", det vill säga krigföring med hjälp av robotar och obemannade luftfarkoster. AUVSI grundades 1972. Organisationen arrangerar årligen en mässa där olika förarlösa vapensystem, robotar och drönare visas upp.

## Medlemskap
Såväl individer som företag kan bli medlemmar.